# Ry (Seine-Maritime)
Ry település Franciaországban, Seine-Maritime megyében. Lakosainak száma 786 fő (2022. január 1.). Ry Blainville-Crevon, Grainville-sur-Ry, Martainville-Épreville, Saint-Aignan-sur-Ry és Saint-Denis-le-Thiboult községekkel határos.

## Népesség
A település népessége az elmúlt években az alábbi módon változott:
| Lakosok száma | 772  | 718  | 722  | 712  | 728  | 744  | 760  | 775  | 786  |
|               | 2013 | 2015 | 2016 | 2017 | 2018 | 2019 | 2020 | 2021 | 2022 |